# Suvorexant
El Suvorexant, vendido bajo el nombre comercial Belsomra, es un medicamento que se utiliza para tratar los trastornos del sueño, incluidos los problemas para conciliar el sueño y permanecer dormido. Puede resultar efectivo durante períodos de al menos un año. Se toma por vía oral, media hora antes de acostarse.
Entre los efectos secundarios más comunes se incluyen somnolencia, dolor de cabeza, sueños inusuales, tos y sequedad de boca. Otros efectos secundarios posibles son parálisis del sueño, suicidio, ansiedad y disminución de la capacidad para conducir, en algunas ocasiones dependencia y abuso. La seguridad en el embarazo y la lactancia no está clara. Es un antagonista dual del receptor de orexina (DORA).
El Suvorexant fue aprobado para uso médico en los Estados Unidos en 2014, y en Canadá en 2018. El costo mensual medido en 2021 en los Estados Unidos es de alrededor de 380 USD. En los Estados Unidos es una sustancia controlada de la Lista IV.